# Santa Maria de Vallsanta
El monestir de Santa Maria de Vallsanta és un antic cenobi femení cistercenc situat prop de la localitat de Guimerà, a la comarca catalana de l'Urgell. És una obra protegida com a bé cultural d'interès local.

## Història
La construcció del monestir es va iniciar l'any 1235. El nou monestir estava destinat a substituir el de Santa Maria de la Bovera. que es trobava en males condicions per falta d'aigua. La comunitat, composta per vint-i-tres monges, es va traslladar el 1249 sent la seva primera abadessa Agnès de Guimerà. L'any 1267 la construcció estava ja finalitzada.
Va rebre diverses donacions, destacant la realitzada l'any 1272 pel rei Jaume I que va finançar gran part de les obres de construcció del claustre. La comunitat va estar activa durant els segles xiv i xv. No es tenen notícies sobre la procedència de les rendes del monestir ni si va rebre donacions posteriors per part de la corona o la noblesa. L'any 1348 el monestir es va veure afectat per una epidèmia de pesta que va delmar la comunitat.
Una nova epidèmia va assolar el monestir el 1403, quedant reduïda a la mare abadessa, una mare priora, una sagristana i dues germanes. L'any 1589 el cenobi estava en completa decadència; comptava només amb tres monges, no disposava d'abadessa i s'acumulaven els deutes. Francesc Oliver de Boteller, abat del monestir de Poblet i visitador general de l'orde del Cister, va ordenar llavors que les religioses es traslladessin al monestir de Santa Maria del Pedregal, localitzat prop de Tàrrega, la qual cosa va donar fi a la vida activa a Vallsanta. Després de l'abandó de l'activitat religiosa l'edifici va quedar en ruïnes.

## Arquitectura

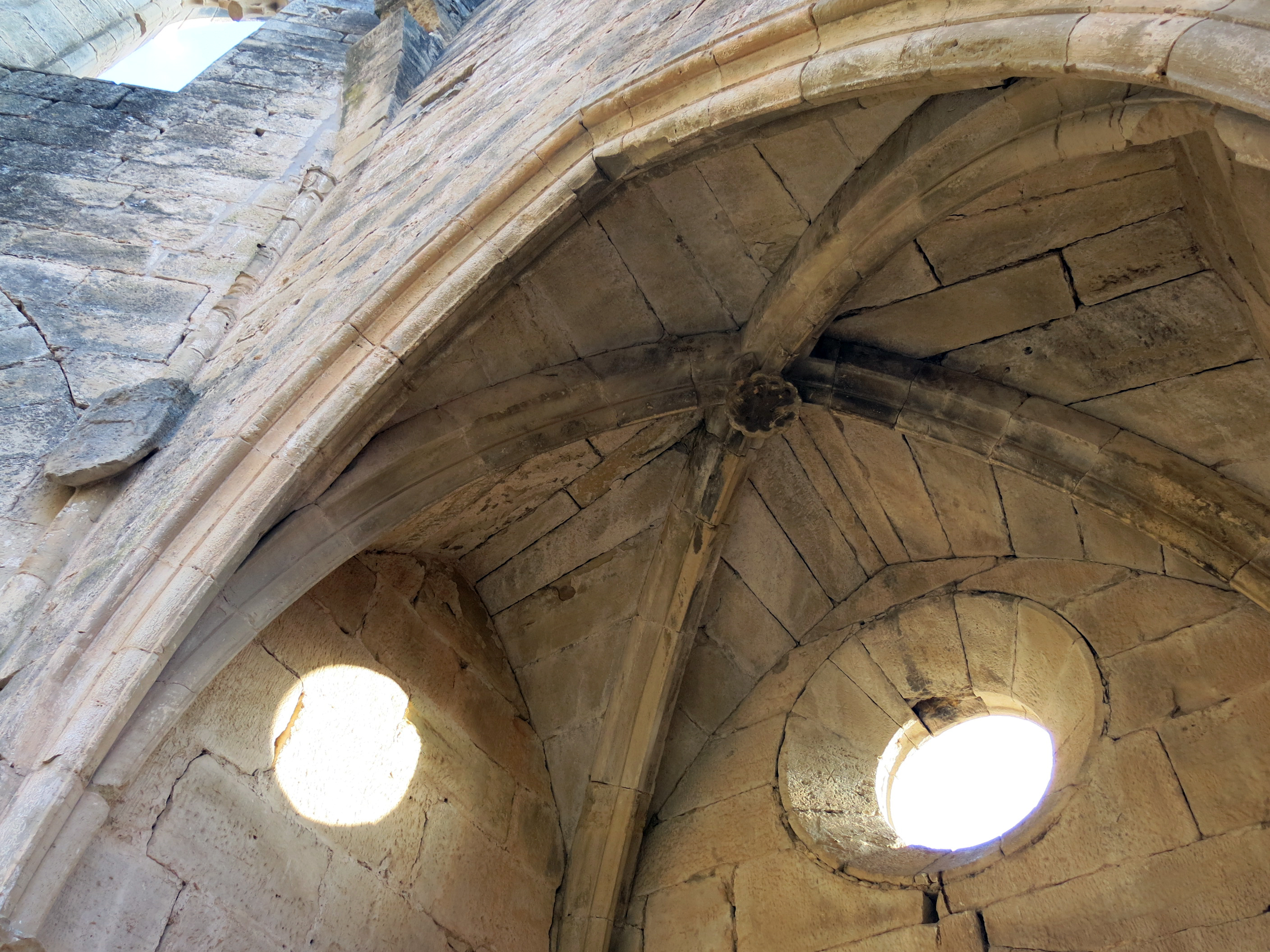
Volta d'una capella de l'absis

Allò que es conserva del monestir és part de l'església conventual. No hi ha vestigis del claustre ni d'altres dependències en els terrenys de cultiu a tocar del temple, però les restes que han arribat als nostres dies constitueixen un conjunt interessant que imposa encara per la seva esveltesa.
Aquesta església, que no s'acabà mai, sembla que va ser projectada segons una de les tipologies més genuïnes del gòtic català: temple d'una sola nau (de 20,5 m de llarg per 9.8 m d'ample) amb absis poligonal de la mateixa amplada, i capelles radials, de menys altura, entre els contraforts; tot cobert amb volta de creueria. L'adopció d'aquest pla suposava allunyar-se de l'esquema cistercenc, fet que no resulta estrany en aquesta època avançada. Només foren edificats la capçalera i el primer tram de la nau, perquè la manca de recursos devia impedir continuar la construcció d'altres tramades vers el costat de ponent. Per aquest motiu fou aixecat en aquest indret un mur provisional de tancament.
A mitjan segle xiv, durant l'abadiat d'Agnès de Guimerà (1345-50), la seva família —els Boixadors— van fer construir una capella al costat de migdia del primer tram. Aquesta capella, juntament amb una altra que li és simètrica al costat nord, produeix l'efecte d'un fals creuer. És una solució que s'adoptava amb certa freqüència en esglésies d'aquesta tipologia però que ni estructuralment ni formalment té res a veure amb el transsepte o creuer.

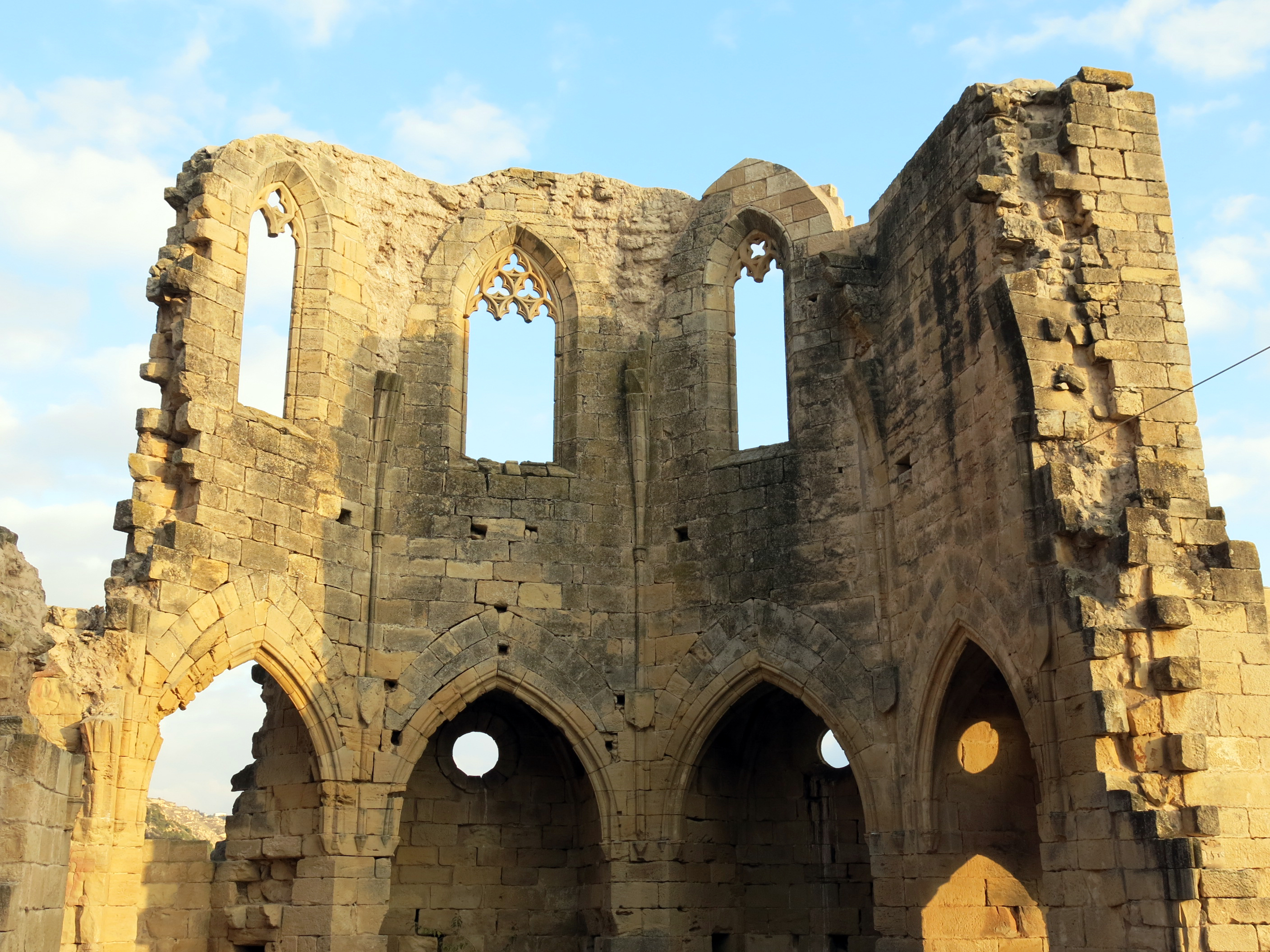
Absis

Poc després de bastir els Boixadors la seva capella, any 1367, s'ensorrà la volta de la nau pel costat de migdia, probablement per defecte dels fonaments. Les obres de reparació, que es van dur a terme immediatament, si bé refermaren l'edifici foren de menys qualitat: es veuen matusseres al costat de la delicadesa de les originals; així ho observava Sanç Capdevila i encara es pot reconèixer en l'arc diafragma del costat occidental, en uns arcs que reforcen de la capçalera i, sobretot, en dos contraforts massissos i baixos de l'extrem de l'absis.
Els arcs de la creueria que cobria la capçalera, tenien secció fina i elegant, i descarregaven directament en les arestes del prisma absidal, gairebé fonent-s'hi, deixant caure tan sols una subtil columneta fins a l'altura de l'arrencada dels arcs de les capelles radials. Encara es poden veure els tres murs de l'absis foradats per elegants finestrals de doble esplandit i traceria, i els òculs de les capells inferiors.
Exteriorment la capçalera té contraforts que baixen formant plans esglaonats, a la manera francesa, com els de l'església parroquial de Santa Coloma de Queralt i com el d'altres monestirs cistercencs (Monestir de Santa Maria de Benifassà, Monestir de Piedra…).
Sobre la cronologia d'aquest temple hi ha disparitat d'opinions, sobretot després de les excavacions realitzades l'any 1968. Mossèn Sanç donava per suposat que l'actual església havia estat construïda a mitjan segle xiv, al mateix temps que la capella dels Boixadors. Aquest plantejament resulta totalment modificat en la memòria de les excavacions de 1986, publicada per Oliver. En excavar la capella dels Boixadors, documentada l'any 1345, aparegué el fonament del mur que tancava el primer tram de la nau on s'allotja la capella; en conseqüència aquesta havia estat construïda després que la nau i no al mateix temps com suposava mossèn Sanç. Anna Oliver suposa que l'església fou aixecada cent anys abans, a mitjan segle xiii. No cal dir que abonem aquesta opinió, car estimem perfectament versemblant la construcció d'aquesta església a mitjans del xiii.